# Oceanografía biológica
La oceanografía biológica es el estudio de cómo los organismos afectan y son afectados por la física, la química y la geología del sistema oceanográfico. La oceanografía biológica también puede denominarse ecología oceánica, ya que la palabra raíz de ecología es Oikos (oικoσ), que significa «casa» o «hábitat» en griego. Teniendo esto en cuenta, no es extraño que la oceanografía biológica se centre en los microorganismos del océano, en cómo les afecta su entorno y cómo afecta a las criaturas marinas más grandes y a su ecosistema. La oceanografía biológica es similar a la biología marina, pero se diferencia por la perspectiva utilizada para estudiar el océano. La oceanografía biológica adopta un enfoque ascendente (en términos de red trófica), mientras que la biología marina estudia el océano desde una perspectiva descendente. La oceanografía biológica se centra principalmente en el ecosistema del océano, haciendo hincapié en el plancton: su diversidad (morfología, fuentes nutricionales, motilidad y metabolismo); su productividad y el papel que desempeña en el ciclo global del carbono; y su distribución (depredación y ciclo vital).

## Historia

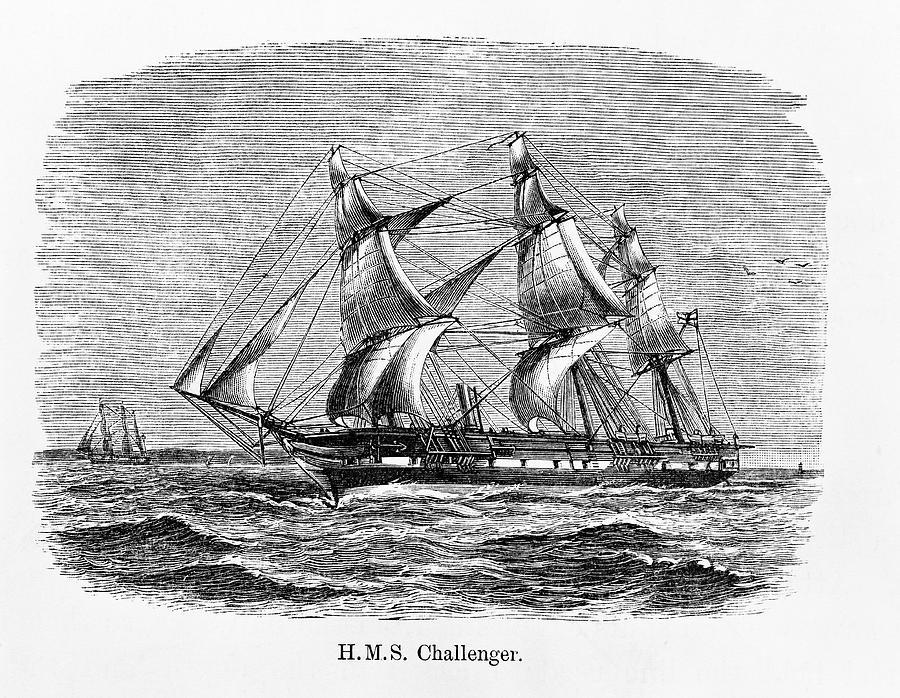

En el año 325 a. C., Piteas de Massalia, geógrafo griego, exploró gran parte de la costa de Inglaterra y Noruega y desarrolló los medios para determinar la latitud a partir de la declinación de la Estrella Polar. Su relato sobre las mareas es también uno de los primeros que sugieren una relación entre éstas y la Luna. Esta relación fue desarrollada posteriormente por el monje inglés Bede en De Temporum Ratione (El cálculo del tiempo) hacia el año 700 d. C.
El entendimiento del océano comenzó con la exploración general y los viajes para el comercio. Algunos acontecimientos notables más cercanos a nuestra época son la exploración oceánica del príncipe Enrique el Navegante en el siglo XIV. En 1513, Ponce de León describió la corriente de Florida. En 1674, Robert Boyle investigó la relación entre salinidad, temperatura y presión en las profundidades del océano. Los viajes del capitán James Cook fueron responsables de la amplia recopilación de datos sobre geografía, geología, biota, corrientes, mareas y temperaturas del agua de los océanos Atlántico y Pacífico en las décadas de 1760 y 1770. En 1820, Alexander Marcet observó la diferente composición química del agua de mar en los distintos océanos. Poco después, en 1843, Edward Forbes, un naturalista británico, afirmó que los organismos marinos no podían existir a más de 300 brazas de profundidad (aunque muchos ya habían recogido organismos a mucha más profundidad, muchos siguieron la influencia de Forbes). Finalmente, las masas creyeron que la teoría de Forbes era incorrecta cuando se levantó un cable submarino desde una profundidad de 1830 m y se cubrió de animales. Este hallazgo inició los planes para la Expedición Challenger.
La Expedición Challenger fue fundamental para la oceanografía biológica y la oceanografía en general. La Expedición Challenger fue dirigida por Charles Wyville Thomson en 1872-1876. En la expedición también participaron otros dos naturalistas, Henry N. Moseley y John Murray. Antes de la expedición, el océano era, aunque interesante para muchos, considerado una masa de agua impredecible y en su mayoría sin vida, y esta expedición hizo que se replantearan esta postura sobre el océano Esta expedición fue a instancias de The Royal Society para ver si serían capaces de tender cables en el fondo del océano. También llevaron el equipo necesario para recoger datos sobre las propiedades biológicas, químicas y geológicas del océano de forma sistemática. Cartografiaron el sedimento oceánico y recogieron datos. [1] Los datos recogidos en este viaje demostraron que había vida en aguas profundas (5500 metros) y que la composición del agua del océano es constante. El éxito de la Expedición Challenger dio lugar a muchas más expediciones por parte de alemanes, franceses, estadounidenses y otros exploradores británicos.

## Motivación
Los océanos ocupan aproximadamente el 71% de la superficie terrestre. Mientras que la profundidad media de los océanos es de unos 3800 m, las partes más profundas alcanzan casi los 11 000 m. El medio marino tiene un volumen total (aproximadamente 1370 × 106 km³) 300 veces mayor para la vida que el volumen de la tierra y el agua dulce juntos. Se cree que los primeros organismos se originaron en los antiguos océanos, mucho antes de que apareciera cualquier forma de vida en tierra firme. La biología oceánica está dominada por organismos que son fundamentalmente diferentes de los organismos terrestres y las escalas temporales del océano son muy diferentes a las de la atmósfera (mientras que la atmósfera intercambia globalmente cada 3 semanas, el océano puede tardar 1000 años). Por estas razones, no podemos hacer suposiciones sobre la vida oceánica basándonos en lo que sabemos de los modelos terrestres y atmosféricos. La diversidad de la vida en el océano es una de las principales motivaciones para seguir estudiando la oceanografía biológica. Esta diversidad hace necesario disponer de una serie de equipos y herramientas para estudiarla. Dado que los organismos oceánicos son mucho más inaccesibles y difíciles de observar (en comparación con los organismos terrestres), los conocimientos crecen más lentamente y es necesario seguir explorando y estudiando.
La segunda motivación principal para seguir estudiando la oceanografía biológica es el cambio climático. La oceanografía biológica está estrechamente vinculada a la oceanografía física y química, y los detalles que aprendemos de la oceanografía biológica nos aportan información sobre el panorama general y nos ayudan a construir modelos de procesos a mayor escala. Esos modelos son aún más críticos cuando el medio ambiente mundial está cambiando a un ritmo sin precedentes. Existen patrones globales en las condiciones medioambientales, como los cambios en el pH, la temperatura, la salinidad y el dióxido de carbono, pero no en todas partes se producen los mismos cambios. El océano hace que la Tierra sea habitable mediante la regulación del clima terrestre y procesos como la producción primaria, que proporciona oxígeno como subproducto. La biología es fundamental para facilitar algunos de estos procesos, pero con el cambio climático y el impacto humano, el entorno oceánico cambia constantemente, por lo que exige una investigación constante y continuada.
Algunas de las principales preguntas a las que tratan de dar respuesta los oceanógrafos biológicos son: ¿qué tipos de organismos habitan los distintos sectores y profundidades del océano y por qué? Gran parte de la investigación oceanográfica biológica estudia la producción de materia orgánica por parte de la vida oceánica y examina qué factores afectan a su crecimiento y, en consecuencia, a las tasas de producción de materia orgánica. Algunos oceanógrafos biológicos estudian las relaciones entre los propios organismos, desde los microbios hasta las ballenas, y otros estudian las relaciones entre determinados organismos y las características químicas o físicas del océano. Los oceanógrafos biológicos también tratan de responder a preguntas con un impacto más directo e inmediato en los seres humanos, como por ejemplo qué podemos esperar cosechar del mar, y responder a cómo el tiempo, las estaciones o los recientes desastres naturales pueden afectar a la cosecha de la pesca. Algunas de las principales cuestiones actuales y para el futuro es estudiar cómo afectará el cambio climático a la biota oceánica.